# 浪花酒造
浪花酒造有限会社（なにわしゅぞう、英語: Naniwa Shuzo Brewery）は、大阪府阪南市に本社を置く酒造メーカー。代表銘柄は「浪花正宗」。

## 歴史

### 成子家の歴史
成子本家は和泉国日根郡石田村（現・大阪府阪南市）の出であり、成子善四郎が尾崎村に移り住んで「松屋」の称号で商いを営み始めた。享保元年（1716年）には成子本家から成子善七が分家し、浪花酒造の初代となった。天保年間の5代の成子善七は中興とされ、各所に田畑を所有するなど裕福となった。
6代の成子善太郎は1889年（明治22年）に家督を継ぎ、1890年（明治23年）には大阪府会議員に就任した。1896年（明治29年）には尾崎銀行（池田泉州銀行の前身の一つ）を設立して頭取となり、2000石を生産して「浪花正宗」の名が広まった。1916年（大正5年）には成子家の主屋を建築している。8代の成子光太郎は1927年（昭和2年）に大阪高等工業学校（現・大阪大学）醸造学科を卒業し、大阪国税局で鑑定官技官を務めた。9代の成子善一郎は1953年（昭和28年）に同志社大学を卒業し、1956年（昭和31年）に浪花酒造を継ぐと、大阪府酒造組合の監事や近畿清酒青年醸友会の幹事などを務めた。
10代の成子和広は1984年（昭和59年）から山梨県のワイン工場に勤務し、1987年（昭和62年）に浪花酒造に戻って日本酒の醸造に取り組んだ。2001年（平成13年）10月12日には「成子家住宅主屋」「成子家住宅離れ」「成子家住宅表門」「成子家住宅塀」が登録有形文化財に登録された。

### 浪花酒造の歴史
創業時から一貫して酒造業に取り組んでいる。大阪府の蔵元としては最古の歴史を持ち、老舗企業として知られている。
年間製造数は約1500石とされ、2011年時点ではその7割程度を普通酒が占めていた。2012年12月には同年の新酒は「普通酒の製造を大幅に減らし、吟醸関連の造りにほぼ特化した」とされた。2013年に発覚したラベル不正表示事件を期に、浪花酒造の商品は店頭からすべて回収され、顧客の8割を失った。

### 2013年の不祥事
高級酒に安酒を混入
浪花酒造では、例年、新酒に前年の同じ種類の酒を数パーセント混ぜることで味を調えていた。しかし、大阪国税局の調査によれば、吟醸酒を製造する際に、前年分が完売した銘柄があったため、代わりにさらに価格の安い普通酒を混ぜていたとされる。その後、財務大臣からの指示により、同社は対象製品を回収することとなった。
醸造アルコールを混入
国税庁の基準では、純米酒の原料は白米と米麹のみとされ、醸造アルコールの使用は認められていない。また、吟醸酒の原料としては、醸造アルコールを使用は白米の重量の1割以下までとされている。しかし、大阪国税局の成分分析によれば、浪花酒造が純米酒に醸造アルコールを混ぜており、吟醸酒に基準を超える醸造アルコールを加えていたとされている。基準を無視して醸造アルコールを混入させた理由について、浪花酒造は「普通酒で成分が違ってもおいしくなると思って入れてしまった」と説明している。その後、大阪国税局は基準に従うよう指導し、同社は対象製品を回収することとなった。
ラベルの張り替え
大阪国税局の調査によれば、吟醸酒に価格の高い純米大吟醸のラベルを張ることで、高級品に見せかけて販売していたとされている。ラベル表示を偽装した理由について、浪花酒造は「味がほとんど変わらないので、その場しのぎでやってしまった」と説明している。その後、同社は対象製品を回収することとなった。
首脳に振る舞われた酒と主張
「浪花正宗 純米大吟醸 究極の技」について、浪花酒造は公式サイトで「2008年の洞爺湖サミットにて、各国首脳も味わった銘酒」だと紹介しており、「政府の依頼を受けて使われた」「各国首脳も味わった」と説明している。ただ、日本の外務省は浪花酒造側から無償提供の申し出があったと説明したうえで、第34回主要国首脳会議で首脳らに振る舞われた事実はないとしている。

## 建築

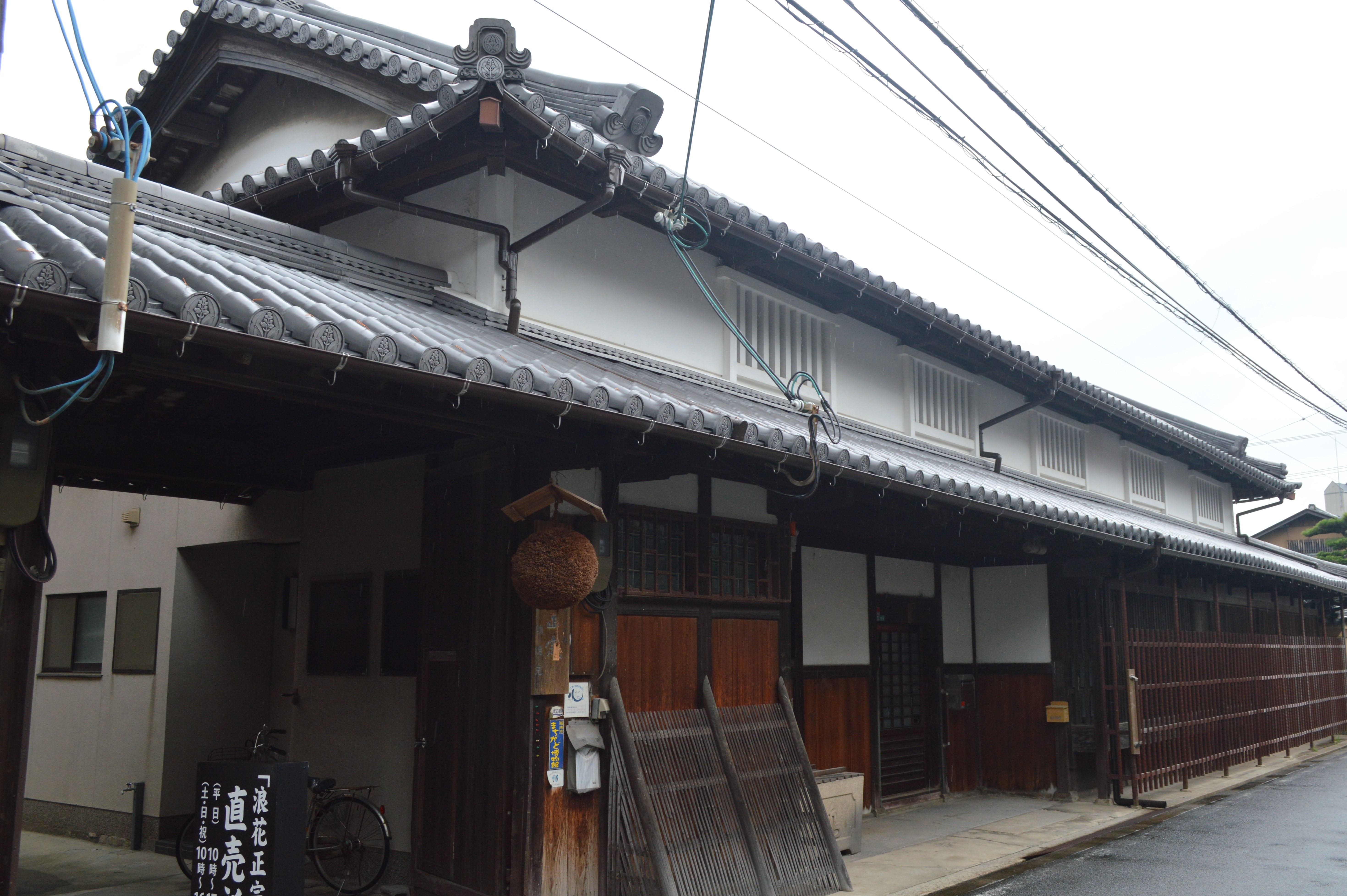
成子家住宅主屋

- 「成子家住宅主屋」 - 1916年（大正5年）建築。
- 「成子家住宅離れ」
- 「成子家住宅表門」
- 「成子家住宅塀」
- 「成子家住宅酒蔵一」
- 「成子家住宅酒蔵二」
- 「成子家住宅酒蔵三」
- 「成子家住宅酒蔵四」
- 「成子家住宅土蔵一」
- 「成子家住宅土蔵二」

上記の10件が国の登録有形文化財に登録されている。

## 銘柄
- 浪花正宗
  - 浪花正宗 純米大吟醸
  - 浪花正宗 特別純米酒
  - 浪花正宗 二年熟成純米酒
  - 浪花正宗 大吟醸
  - 浪花正宗 吟醸生
  - 浪花正宗 金賞受賞酒
  - さか松　純米大吟醸

## 受賞歴
全国新酒鑑評会では1989年に「清酒浪花正宗」が金賞を受賞しており、新酒研究会では2000年に「吟醸酒清酒浪花正宗」が優等賞を受賞している。2002年の全国新酒鑑評会では「大吟醸無心」が金賞を受賞し、浪花酒造としては2度目の受賞となった。杜氏は南部杜氏の佐藤勝郎であり、酒米には丹波篠山の山田錦を使用していた。
2009年から2012年まで4年連続で、全国新酒鑑評会で「大吟醸浪花正宗」が金賞を受賞している。2003年（平成15年）にはモンドセレクションに「大吟醸浪花正宗」を初出品して金賞を受賞した。2006年（平成18年）にはイギリスのロンドンで開催されたインターナショナル・ワイン・アンド・スピリッツ・コンペティション（IWSC）で、大吟醸酒が金賞、純米吟醸酒が最高金賞を受賞した。
全国新酒鑑評会
平成14酒造年 - 29酒造年
- 「浪速正宗」金賞受賞 - 平成29年受賞